# Nobody Told Me
Singles de John Lennon
Love
(1982) Borrowed Time
(1984)
Pistes de Milk and Honey
Don't Be Scared O'Sanity
Nobody Told Me est une chanson de John Lennon parue en single et sur son album posthume Milk and Honey en 1984. Il s'agit du dernier single de Lennon à s'être classé dans les top 10 des deux côtés de l'Atlantique.
La chanson était à l'origine composée pour l'album Stop and Smell the Roses de Ringo Starr, mais l'enregistrement n'a pu avoir lieu avant l'assassinat de Lennon, et, à la suite de cette tragédie, Ringo a décidé de ne pas l'enregistrer. 
Cet article a été partiellement traduit du wikipedia anglophone consacré a la chanson Nobody Told Me de John Lennon.

## Paroles
Les paroles font référence à l'idole jaune dans le poème de J. Milton Hayes L'œil vert du dieu jaune. La première strophe du poème s'écrit : « Il y a une idole jaune borgne au nord de Katmandou ». Alors que la chanson, elle, dit : « Il y a une petite idole jaune au nord de Katmandou ».
Un autre vers de la chanson est « Il y a des OVNI sur New York et je ne suis pas trop surpris ». Dans les notes de pochette de son album de 1974, Walls and Bridges, Lennon a écrit : Le 23 août 1974 à 9 heures, j'ai vu un OVNI – J.L. May Pang, l'amante de John à l'époque, a affirmé que Lennon avait dit "Reviens - prends-moi!" en voyant l'objet volant non identifié.
Les lignes « Personne ne m'a dit qu'il y aurait des jours comme ceux-ci / Des jours étranges en effet / Très étrange, maman » sont à mettre en parallèle avec un adage populaire « My mother told me there'd be days like this », repris entre autres dans Mama said (en), une chanson des Shirelles : « Maman m'a dit qu'il y aurait des jours comme celui-ci ».
Yoko Ono a qualifié le morceau de « sorte de chanson humoristique ». Elle a confié à Uncut en 1998 : « Je pense que surtout à cette époque, il a de nouveau senti que le monde avait perdu son cours, sa direction. Je pense vraiment que ça évoque, non pas un trouble, mais le fait d'apprendre que la vie va toujours être un mystère. »

## Enregistrement
Enregistrée mais laissée incomplète peu de temps avant sa mort en 1980, la chanson a ensuite été complétée par la veuve de Lennon Yoko Ono en 1983 et est sortie en tant que premier single de l'album Milk and Honey de Lennon et Ono en 1984. La chanson a ensuite été publiée dans le Royaume-Uni en 1990 avec "I'm Stepping Out" sur la face B. La chanson a été écrite à l'origine pour Ringo Starr pour l'inclure dans son album de 1981, Stop and Smell the Roses, mais à la suite de l'assassinat de John, Ringo a alors décidé de ne pas l'enregistrer.
Une vidéo promotionnelle pour "Nobody Told Me" a été compilée en 2003 pour le DVD Lennon Legend: The Very Best of John Lennon, mettant en vedette Lennon et Ono dans des images d'archives du début des années 1970. La majorité du contenu de la vidéo a été édité à partir de séquences récemment transférées et de prises du film Imagine de John et Yoko en 1972. Le clip comprend également Phil Spector, George Harrison, Dick Cavett, Fred Astaire, Andy Warhol et Miles Davis.

## Personnel
- John Lennon – chant, guitare rythmique
- Earl Slick, Hugh McCracken – guitares
- Tony Levin – basse
- George Small – claviers
- Andy Newmark – batterie
- Arthur Jenkins – percussions